# Agrilus cupricauda
Agrilus cupricauda é uma espécie de inseto do género Agrilus, família Buprestidae, ordem Coleoptera.
Foi descrita cientificamente por Saunders, 1867.